# VéGé
VéGé, een samentrekking van VErkoop GEmeenschap, is een voormalige Nederlandse landelijke organisatie van zelfstandige kruideniers. Ze werd in 1938 opgericht door de grossier Theo Albada Jelgersma uit Breda.
De VéGé was samen met de Spar-groep, Centra, de Sperwer Groep en de ViVo een van de grote Nederlandse vrijwillige filiaalbedrijven. In 1939 waren er 2.400 winkels lid van de organisatie. Na de Tweede Wereldoorlog kwamen er ook vestigingen buiten Nederland. In 1961 waren er 28.900 kruideniers bij de VéGé aangesloten in tien landen.
Begin jaren 1980 werden de VéGé-winkels, samen met die van de ViVo, overgenomen door Unigro en gingen ze verder onder de namen Super en Cirkel.